# Рудницький Іван Віталійович
Іван Віталійович Рудницький (нар. 5 липня 1991, Тернопіль, УРСР) — український футболіст, півзахисник кропивницької «Зірки».

## Клубна кар'єра
Розпочав займатися футболом у тернопільській ДЮСШ, перший тренер — Михайло Федорків. Пізніше, разом з сім'єю переїхав до Луганська, де тренувався в місцевій СДОШОР «Зоря», під керівництвом Валерія Андруха, а пізніше — Анатолія Шакуна. У сімнадцятирічному віці був запрошений тренером Володимиром Микитином у дублі луганської «Зорі». Виступав за дублюючий склад протягом двох років, проте не бачачи можливості пробитися в основу, в 2009 році вирішив покинути команду. Деякий час підтримував форму в аматорських клубах в чемпіонаті Луганської області, а в 2011 році, на запрошення Анатолія Бузника перейшов у кіровоградську «Зірку», яка виступала в першій лізі чемпіонату України. У складі кіровоградців за 5 сезонів провів понад 100 матчів, з часом став одним з ключових гравців і лідерів команди.
Залишив «Зірку» у 2015 році. Деякий час виступав за аматорський «ЛДУ» з Луганська, а потім підписав контракт з тернопільською «Нивою», проте в складі команди на полі так жодного разу і не з'явився. У 2016 році відправився за кордон, ставши гравцем гродненського «Німану», який виступав у вищій лізі. Проте в складі команди не закріпився і вже в наступному році покинув білоруський клуб. У 2017 році перейшов у грузинську «Шукуру», проте там теж не відігравав основних ролей і вже влітку того ж року повернувся на батьківщину, підписавши контракт з першоліговими «Сумами». Провів за команду всього 2 матчі в чемпіонаті, і вже восени вирушив до Вірменії, ставши гравцем місцевого «Еребуні», де, однак, також виступав невдало.
Влітку 2018 повернувся в «Зірку», яку після вильоту з Прем'єр-ліги покинули практично всі основні виконавці, і новому тренеру клубу, Андрію Горбаню, довелося створювати команду практично «з нуля». У дебютному, після повернення, матчі вивів команду на поле з капітанською пов'язкою.

## Кар'єра в збірній
У 2008 році, будучи гравцем аматорської «Зорі-2» викликався Анатолієм Бузником в юнацькій збірній України (U-19). Провів за команду 1 гру, відіграв один тайм проти однолітків з Швейцарії і був замінений після перерви Сергієм Сидорчуком.

## Сім'я
Народився в родині футболіста Віталія Рудницького, який був одним з лідерів тернопільської «Ниви» 80—90-х років. Саме кар'єра батька справила ключовий вплив, на вибір майбутньої професії Івана.